# FS Picassent
El Club Fútbol Sala Picassent , más conocido como FS Picassent , es un club de fútbol sala del municipio de Picasent,(Valencia,España). Juega en Segunda División B, la tercera categoría nacional.
Actualmente disputa sus encuentros como local en el Pabellón Municipal de Picassent.

## Plantilla 21/22

### Jugadores 21/22
| Nº4 PAULO AGUADO RODRIGUES Nº13 JOSE AGUADO SERRANO Nº15 IGNACIO CASTEJÓN FLUIXA Nº5 JOAN CORDELLAT SANCHIS Nº6 JUAN JOSÉ FERRI GÓMEZ Nº11 CARLOS GUAITA FERNÁNDEZ Nº71 ÁLVARO LLOPIS DONET Nº14 XAVIER ANDREU LOPEZ GARCIA Nº3 LUIS MORENO MARTÍNEZ Nº10 ÁLVARO RODRIGO BISBAL Nº7 JULIAN SÁNCHEZ HIGUERAS Nº18 CARLOS SANTAMARGARITA MIGUEL Nº2 ALEJANDRO SERRA CAMPOS Nº8 JAUME TODOS SANTOS SOSPEDRA |

### Cuerpo técnico 21/22
- VICENTE CARRASCO NAVARRO (ENTRENADOR SALA TITULAR)
- CLEMENTE NUÑEZ SARRIO (DELEGADO SALA)

## Historia reciente
En la temporada 20/21 el FS Picassent queda 2º clasificado en el Subgrupo 14A de Tercera División por lo que se clasifica para la fase de ascenso en la que queda primero de grupo, lo que le da acceso a disputar la final del play-off por el ascenso a Segunda División B en el que vence al Irefrank Elche en el partido disputado en el Palacio de deportes de Alcira con lo que confirma su ascenso a división de bronce.
En la temporada 21/22 en Segunda B consigue la permanencia en la jornada 29 venciendo por 5 - 7 al Natació Sabadell.